# Castelo de Monforte (Figueira de Castelo Rodrigo)
O Castelo de Monforte localiza-se no lugar de Bizarril, freguesia de Colmeal, no concelho de Figueira de Castelo Rodrigo, em Portugal.
Em terras de Riba-Côa, o castelo terá sido construído no século XII. Encontra-se mencionado do Tratado de Alcanizes (1297) e, tendo perdido importância estratégica devido ao novo traçado da fronteira, veio a ser abandonado.
Nas Cortes de Évora de 1414, era referido como "local ermo" pelos representantes de Castelo Rodrigo, não aparecendo já no Livro das Fortalezas de Duarte de Armas, do início do século XVI.
Atualmente encontra-se em ruínas.